# Place Saint-Pierre (Paris)
Pour les articles homonymes, voir Place Saint-Pierre (homonymie).
La place Saint-Pierre est une voie située dans le quartier de Clignancourt du 18e arrondissement de Paris, en France.

## Situation et accès
- La place fait face à la basilique du Sacré-Cœur.
- Elle borde la Halle Saint-Pierre ainsi que le bas du square Louise-Michel.

La place Saint-Pierre est desservie par la ligne 2 à la station Anvers.

## Origine du nom
Elle doit son nom au voisinage de l'église Saint-Pierre de Montmartre.

## Historique
Initialement, cette place était occupée par des monticules considérables provenant des déblais des carrières de Montmartre dont l'entrée se trouvait rue Ronsard. Un four à plâtre était installé pour traiter le gypse.
En 1853, M Piémontési, maire de Montmartre, créé cette place en faisant niveler l'emplacement.
C'est de cette place que durant le siège de Paris de 1870 s'envolèrent 4 ballons montés :
- 23 septembre 1870 : Le Neptune, 1er ballon à quitter Paris ;
- 7 octobre 1870 : L'Armand-Barbès, qui transporta Eugène Spuller et Léon Gambetta ;
- 7 octobre 1870 : Le George-Sand ;
- 12 octobre 1870 : Le Louis-Blanc.

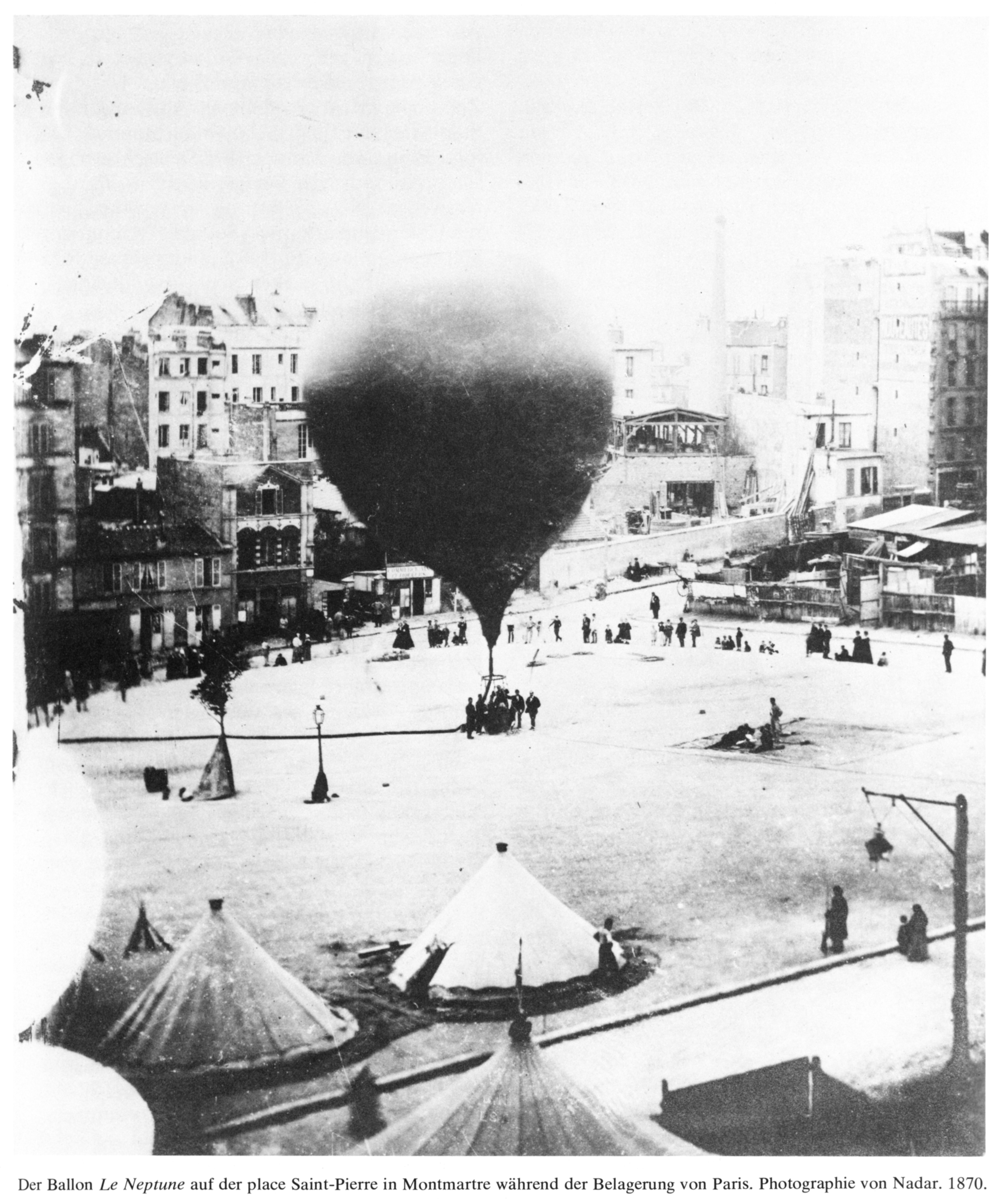
Le ballon Le Neptune sur la place Saint-Pierre, photographié par Nadar.
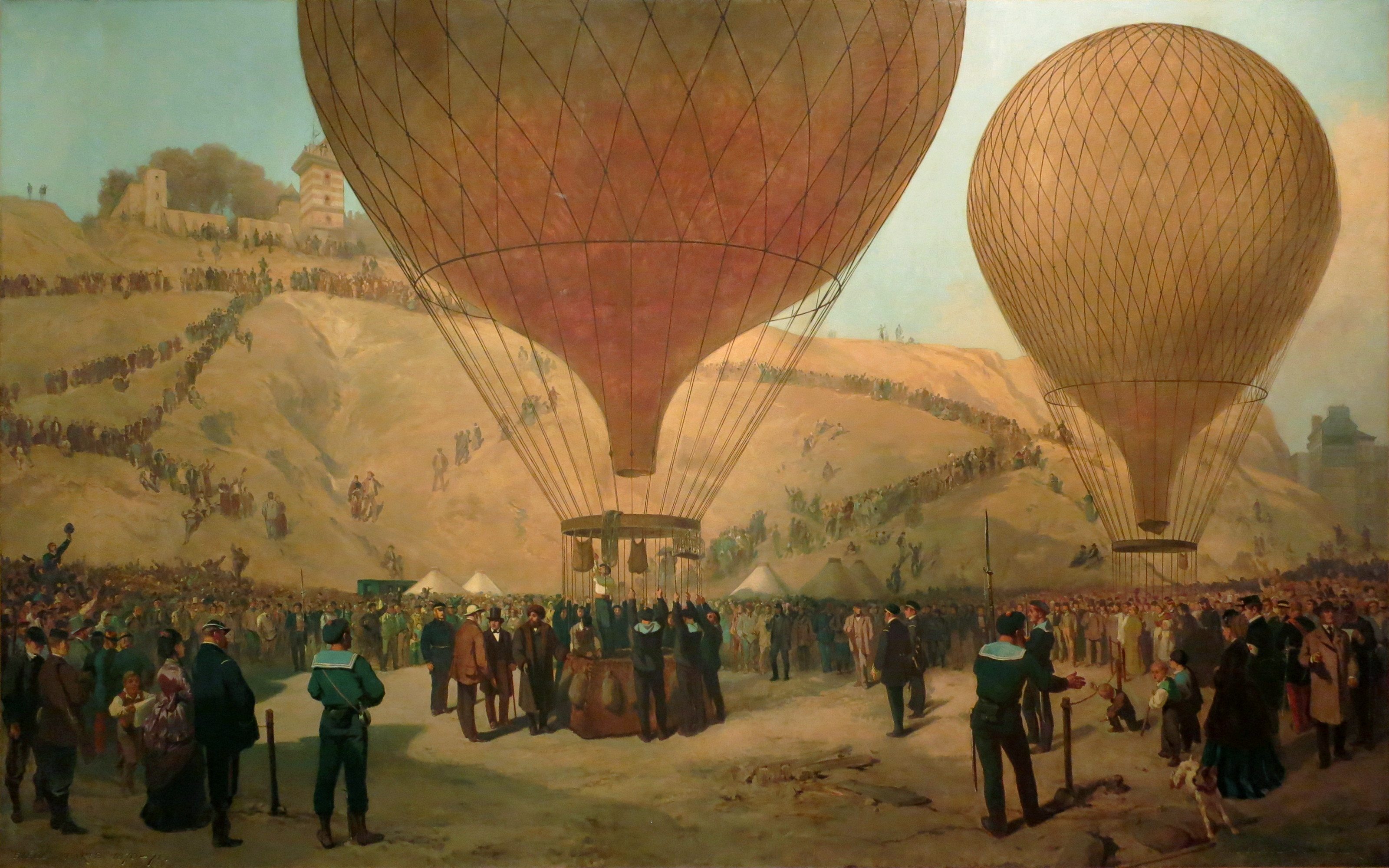
Tableau de Jules Didier et Jacques Guiaud représentant le départ, le 7 octobre 1870, de l'Armand-Barbès, emmenant Gambetta, et du George-Sand.